# Michael Van Staeyen
Michael Van Staeyen (Ekeren, 13 de agosto de 1988) es un ciclista belga que fue profesional entre 2007 y abril de 2022.
Proviene de una familia de ciclistas, ya que es sobrino de Ludo Van Staeyen, ciclista profesional de 1971 a 1977 y nieto de Joseph Van Staeyen, también profesional entre 1940 y 1957.

## Palmarés
2009
- 1 etapa del Istrian Spring Trophy
- 1 etapa de la Vuelta a León

2010
- 1 etapa de la Vuelta a Dinamarca
- Memorial Rik Van Steenbergen
- Stadsprijs Geraardsbergen

2013
- 1 etapa de la Estrella de Bessèges[3]

2014
- De Kustpijl